# AGM-28 Hound Dog
Норт Аме́рикан GAM-77/AGM-28 «Хаунд Дог» (англ. North American GAM-77/AGM-28 Hound Dog — гончая собака) — американская сверхзвуковая авиационная стратегическая крылатая ракета фирмы North American Aviation. В процессе разработки, начатой в 1956 году, ВВС присвоило КР обозначение GAM-77 Hound Dog по названию кавер-версии Элвиса Пресли (1956 года) известной песни «Hound Dog». В июне 1963 года ракете был присвоен индекс AGM-28.
Первый образец ракеты был запущен 23 апреля 1959 года. Первая партия ракет поступила в части 21 декабря 1959 года. Всего было изготовлено 722 ракеты «Hound Dog». На ракете был установлен турбореактивный двигатель Pratt & Whitney J52 без форсажной камеры, она несла термоядерную боеголовку B28. Система наведения ракеты инерциальная с астрокоррекцией. Самолет B-52 мог нести 2-4 ракеты «Hound Dog», подвешенных на пилонах между внутренними гондолами двигателей и фюзеляжем. 

## История
В 1950-х, появление первых зенитных ракетных комплексов существенно осложнило применение обычных, свободнопадающих бомб против объектов противника. США, развернувшие в 1953—1958 более 200 батарей ЗРК MIM-3 Nike Ajax для прикрытия территории страны, опасались, что подобную программу может осуществить и СССР, существенно ослабив тем самым боевой потенциал американской стратегической авиации.
Решением проблемы могли быть запускаемые со стратегических бомбардировщиков ракеты с ядерными боевыми частями. Более быстрые, менее заметные и гораздо более дешёвые, такие ракеты могли эффективно прорывать противовоздушную оборону противника. Запускаемые же с достаточной дистанции, они позволяли самому бомбардировщику избегать вхождения в сектора плотной ПВО.
В 1956 году были сформулированы требования GOR 148 (англ. General Operational Requirement 148) к крылатой ракете воздушного базирования радиусом действия в несколько сотен километров. Такая ракета должна была бы иметь массу не более 5700 кг, чтобы обеспечить возможность подвески пары ракет под крылья бомбардировщика B-52. Фирмы «Chance Vought» и «North American Aviation» предложили на конкурс свои проекты: первая — модернизированной для воздушного старта корабельной крылатой ракеты SSM-N-9 Regulus II, вторая — новую ракету на базе межконтинентальной крылатой ракеты «Навахо». В итоге, второй проект был выбран для продолжения работы.

## Конструкция
Крылатая ракета AGM-28 «Hound Dog» была разработана с активным задействованием наработок по межконтинентальной крылатой ракете «Навахо». Подобно прототипу, она имела узкий сигарообразный фюзеляж, длиной около 12,95 метров. Оперение было выполнено по схеме «утка», горизонтальные стабилизаторы находились в носовой части, вертикальный — в хвостовой. Размах крыла 3,71 метра.
Ракета приводилась в движение турбореактивным двигателем Pratt & Whitney J52-P-3 расположенным под фюзеляжем, тягой в 33 килоньютона. Двигатель был специально модифицирован для постоянной работы на пределе мощности, из-за чего его ресурс ограничивался всего 6 часами. Впрочем, так как продолжительность полёта ракеты составляла менее получаса, низкий ресурс двигателя не имел никакого значения. Двигатель обеспечивал ракете скорость порядка М=2,1 на дистанции в 1260 км.
Интересной особенностью ракеты было то, что она могла использоваться как стартовый ускоритель при взлёте тяжело загруженного бомбардировщика. Потраченное топливо затем восполнялось в полете прямо из баков носителя.
В передней части ракеты располагалась термоядерная боевая часть типа B28, мощность которой могла устанавливаться на величины от 70 кт и до 1,45 Мт. На максимальной уставке, БЧ обеспечивала область обширных разрушений от действия избыточного давления ударной волны выше 5 фунтов на квадратный дюйм — радиусом 7,4 км и эффективное воздействие светового излучения в радиусе до 14 км.
Наведение ракеты осуществлялось с помощью инерциальной навигационной системы N5G (развитие системы N-6, разработанной для «Навахо»). Для уточнения позиции ракеты в момент старта, использовалась система астрокоррекции KS-120 компании «Коллсман», смонтированная на пилоне бомбардировщика. Бомбардировщик и ракета непрерывно обменивались навигационной информацией, что позволяло гарантировать отсутствие ошибок. Круговое вероятное отклонение ракеты составляло порядка 3,2 км, что считалось приемлемым при использовании мегатонной боевой части.
Ракеты AGM-28 запускались с борта специально оборудованного ракетоносца B-52G/H. Две ракеты подвешивались под крыльями бомбардировщика на специальных пилонах. Запуск ракет мог осуществляться с любой высоты, не менее 1200 метров.
Ракета имела три режима полёта:
- Высотная атака — ракета совершала весь полёт на высоте 17000 метров и более и затем пикировала на цель.
- Маловысотная атака — ракета совершала полёт на высоте около 1500 метров. При этом радиус действия сокращался до 640 километров (за счёт возросшего сопротивления воздуха), но зато ракета была менее заметна для неприятельских РЛС. Так как ракета следовала к цели по прямой и не могла огибать неровности рельефа, при запуске в подобном режиме необходимо было убедиться, что на предполагаемой трассе пуск нет препятствий высотой более 1000 метров.
- Маловысотная атака по радару — ракета совершала полёт на высоте от 900 до 30 метров над поверхностью, ориентируясь по радиолокационному альтиметру. Только модификация GAM-77A могла осуществлять такой полёт. Ракета не могла огибать неровностей рельефа кроме как перескакиванием через них вертикальным скачком.
- Атака с уклонением — ракета совершала полёт от точки пуска до заранее запрограммированной позиции, затем поворачивала и устремлялась к цели. Такой манёвр должен был ввести истребители противника в заблуждение относительно цели атаки, и позволить ракете проскочить.

На поздних моделях ракеты использовались различные конструкторские решения, улучшающие их характеристики. Так, система астрокоррекции KS-120 на пилоне бомбардировщика была заменена новой KS-140, встроенной непосредственно в саму ракету. На AGM-28 испытывались системы снижения ЭПР и соответственно, уменьшающие радиус обнаружения ракеты радарами противника.
В 1971 году была испытана модификация ракеты с системой ориентации по радиолокационной карте местности TERCOM, представлявшей собой раннюю версию системы, в перспективе применённой на BGM-109 «Tomahawk». Предполагалось, что TERCOM позволит ракете летать на сверхмалых высотах, обходя заложенные в её ЭВМ неровности рельефа. Испытания прошли успешно, на вооружение ракеты с TERCOM, для которых зарезервировали обозначение AGM-28C, так и не поступили. Причина была в малой приспособленности сверхзвуковой ракеты для полётов на высотах 30-50 метров: из-за высокой скорости, система управления ракеты не успевала реагировать на возникающие препятствия.
В 1972 году была также разработана стратегическая противорадиолокационная ракета на базе AGM-28. Оснащенная пассивной радиолокационной ГСН, она предназначалась для поражения с большой дистанции РЛС противника, но, хотя успешно прошла испытания, на вооружение не поступила.

## Развёртывание
Число ракет AGM-28 «Hound Dog» на вооружении, по годам:
| 1959 | 1960 | 1961 | 1962 | 1963 | 1964 | 1965 | 1966 | 1967 | 1968 | 1969 | 1970 | 1971 | 1972 | 1973 | 1974 | 1975 | 1976 | 1977 | 1978 |
| ---- | ---- | ---- | ---- | ---- | ---- | ---- | ---- | ---- | ---- | ---- | ---- | ---- | ---- | ---- | ---- | ---- | ---- | ---- | ---- |
| 1    | 54   | 230  | 547  | 593  | 593  | 542  | 548  | 477  | 312  | 349  | 345  | 340  | 338  | 329  | 327  | 308  | 288  | 249  | 0    |

## Модификации
- B-77 — обозначение, использовавшееся в середине 1950-х в процессе разработки ракеты[6]
- XGAM-77 — 25 прототипных ракет
- GAM-77 (с 1963 года — AGM-28A) — 697 серийных ракет
- GAM-77A (с 1963 года — AGM-28B) — 452 улучшенные ракеты, оснащённые встроенной системой астрокоррекции и радиолокационным высотомером.
- AGM-28C — версия ракеты с системой TERCOM для полёта на сверхмалых высотах. Не принята на вооружение.

## Тактико-технические характеристики
- Длина: 12,95 м
- Диаметр: 0,71 м
- Размах: 3,7 м
- Стартовая масса: 4350-4600 кг
- Максимальная скорость: 2,1 М
- Дальность: ~1100 км
- Потолок: 16800 м
- КВО: 1850 м
- Боевая часть: Ядерная Mk.28 Mod.1 или Mk.28 Mod.2
  - Мощность БЧ:
    - 0,07-1,45 Мт

  - Масса БЧ: 750—790 кг
- Система наведения: астроинерциальная
- Двигатель: ТРД Pratt & Whitney J52-P-3
  - Тяга ДУ: 33 кН